# Prefabricación
La prefabricación es un sistema de construcción incardinado en la edificación industrializada, basado en el diseño y producción de componentes y subsistemas elaborados en serie en una fábrica fuera de su ubicación final y que se llevan a su posición definitiva para montar la edificación tras una fase de montaje simple, precisa y no laboriosa. Tal es así que, cuando un edificio es prefabricado, las operaciones en el terreno son esencialmente de montaje, y no de elaboración. Una buena referencia para conocer el grado de prefabricación de un edificio es la de valorar la cantidad de residuos generados en la obra; cuanta mayor cantidad de escombros y suciedad, menos índice de prefabricación presenta el inmueble.
El término prefabricación sigue teniendo una connotación despectiva, lo cual ya adelantaba el diseñador y arquitecto autodidacta Jean Prouvé, cuando decía que lo que se califica como prefabricado acaba asimilándose a edificio provisional. No obstante, la prefabricación conlleva, en la mayoría de los casos, un aumento de calidad, reducción de desechos, perfeccionamiento y seguridad.

## Historia

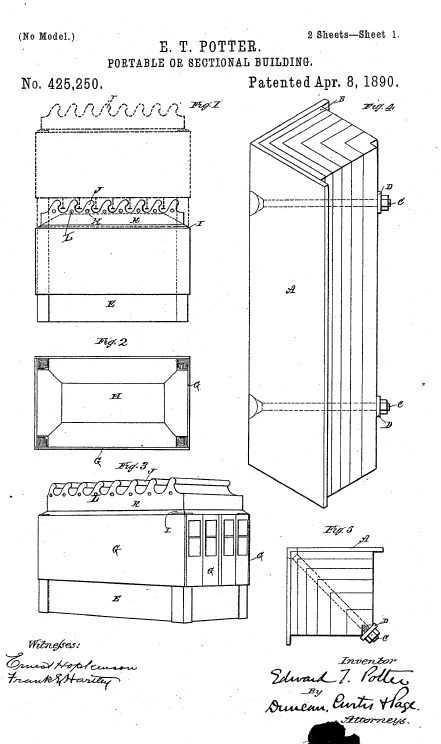
Patente de E.T. Potter de 1889

Se han constatado ejemplos históricos muy interesantes. Quizás, el primer precedente de prefabricación modular se remonte al siglo XVI, cuando Leonardo da Vinci recibió el encargo de planificar una serie de nuevas ciudades en la región de Loire. Su planteamiento, magistral y chocante por su modernidad, consistió en establecer, en el centro y origen de cada ciudad, una fábrica de elementos básicos que permitieran conformar a su alrededor un gran abanico de edificios; dichas construcciones habían sido diseñadas previamente por él mismo para generar, de forma fluida y flexible, una gran diversidad de tipologías edificatorias con un mínimo de elementos constructivos comunes.
Otro ejemplo es el sucedido en ese mismo siglo durante la guerra entre franceses e ingleses, donde el ejército de Francisco I y Enrique II planificó las batallas contra Inglaterra construyendo pabellones de madera prefabricados que albergaran a sus soldados durante la ofensiva. Transportados fácilmente por barco, se montaban y desmontaban rápidamente por los propios soldados, de tal forma que los campamentos fueran, además de resistentes y confortables, ágiles en sus desplazamientos. Siguiendo una técnica muy similar, en 1578 también se levantó en la tierra de Baffin (Canadá) una casa prefabricada de madera que había sido construida en Inglaterra. Asimismo, en 1624, la Great House, una casa de madera panelizada y modular, construida por Edward Winslow en Inglaterra, fue trasladada y montada en Massachusetts, al otro lado del Atlántico.
Aunque estos dos últimos ejemplos no se pueden considerar prefabricación en estado puro, ya que la construcción de elementos no fue en serie sino diseñados para edificaciones singulares, sí que se aprecia un valioso cambio de mentalidad aplicada a la construcción. No sería hasta el final del siglo XVIII, esto a partir de 1840 con la llegada de la primera revolución industrial, fue entonces cuando se empezó a vislumbrar la posibilidad de industrializar la construcción; en Europa, mediante la construcción de puentes y cubiertas con hierro fundido, material que sería después aplicado a la elaboración de pilares y vigas de edificios; y al mismo tiempo, en Estados Unidos, mediante la construcción de edificios de tipología Balloon Frame, constituidos por listones de madera provenientes de fábrica y ensamblados mediante clavos fabricados industrialmente.

Vivienda prefabricada de diseño realizada en 2012.

Habría que esperar hasta finales del siglo XIX para que se redescubriera el uso del hormigón (que apenas se había empleado desde los romanos) que aplicado junto con entramados de alambres constituía una materia prima ideal para prefabricados. Tal es así que en 1891 se prefabrican las primeras vigas de hormigón armado para la construcción del Casino de Biarritz. Curiosamente, un par de años antes, en 1889, aparecía en EE. UU. la primera patente de edificio prefabricado mediante módulos tridimensionales en forma de “cajón” apilable, ideada por Edward Potter.
Ya en el año 2006 el uso del sistema prefabricado para la realización de viviendas y zonas comerciales empezó a desarrollarse y propagarse de forma exponencial por todo el mundo, debido al uso masivo de empresas como Mc Donald's y Burger King para sus franquicias. En la actualidad, existe gran variedad de gamas y calidades de edificaciones comerciales y habitables de tipo prefabricado.

## Tecnología aplicada en la prefabricación
La aplicación de la tecnología ha sido fundamental en el gran avance que ha experimentado la industria de la prefabricación en las últimas décadas. Como consecuencia han surgido nuevos conceptos que brindan posibilidades y opciones de construcción prefabricada alternativas que desafían las perspectivas tradicionales, ofreciendo soluciones nuevas a problemas o retos antiguos.
Esto se da especialmente en dos aspectos: el uso de tecnología de modelado 3D y la robotización de los procesos de construcción prefabricada. En la última década se ha invertido más de £ 7.7 mil millones en tecnología innovadora para el sector de la construcción.
Modelado 3D: La capacidad de diseñar y crear gráficos e imágenes 3D, mediante sistemas digitales ha transformado el mundo de la construcción moderna, especialmente gracias a la tecnología de trabajo digital BIM (Building Information Modeling), convirtiéndose en parte fundamental de la construcción de casas y edificios prefabricados.
Robótica para la construcción: La posibilidad de utilizar la fabricación robotizada tiene diversos beneficios como la eficiencia y reducción del tiempo empleado y la mejora en la relación calidad-precio. Esto se ha logrado gracias al empleo de sistemas de información digitales, como el uso de procesos de modelos 3D, y a la automatización de los procesos constructivos. La robotización puede ser empleada tanto en la fabricación de componentes y módulos como en el ensamblado e instalación de las piezas.